# CSM Constanța
Le CSM Constanța est un club omnisports roumain basé dans la ville de Constanța. Il dispose de 76 sections sportives différentes.

## Sections
- Basket-ball : voir CSM Constanța (basket-ball féminin)
- Handball : voir CSM Constanța (handball)
- Rugby à XV : voir CSM Constanța (rugby à XV)